# Itaituba miniacea
Itaituba miniacea là một loài bọ cánh cứng trong họ Cerambycidae.